# Голлі Макпік
Голлі Макпік (англ. Holly McPeak; нар. 15 травня 1969, Каліфорнія, США) — американська пляжна волейболістка, срібна призерка чемпіонату світу.

## Біографія
Народилася в Мангаттан-Біч, штат Каліфорнія. Виступати в професійних турнірах з пляжного волейболу Голлі почала з 1987 року. Голлі спочатку навчалася в Університеті Берклі, де була визнана новачком року, потім закінчила Університет Каліфорнії у Лос-Анджелесі з дипломом бакалавра з англійської літератури. У 1990 році вже в складі команди університету перемогла в національному чемпіонаті і була обрана в першу команду ліги. Голлі належить рекорд ліги в дві тисячі сто дев'яносто дві передачі за сезон (1990). 
У 1993 році вона виграла свій перший професійний турнір, в цьому ж сезоні перемогла на чемпіонаті AVP і була визнана найкориснішим гравцем. Надалі вона грала в турнірах різних асоціацій професійного волейболу. У 1996 році пляжний волейбол став олімпійським видом спорту, і Голлі разом з Ненсі Рено зайняли 5-е місце в олімпійському турнірі в Атланті. У 2000 році в Сіднеї вже разом з Місті Мей зайняли знову 5-ту сходинку. У червні 2004 року Голлі в команді з Елейн Янгз виграла турнір в своєму рідному місті Манхеттен-Біч і встановила рекорд у 68 турнірів. У 2004 році в Афінах разом з Елейн Янгз стала бронзовим призером Олімпіади.
У 2002 році її заробіток у спорті досяг $ 1 млн.
30 жовтня 2009 року Голлі Макпік була прийнята до Волейбольної зали слави в Голіокі.
Голлі одружена з Леонардо Арматі, у них двоє синів, Ентоні і Еліо. Вони живуть в каліфорнійському Манхеттен-Біч. Голлі співпрацює з благодійними організаціями: Міжнародним комітетом Червоного Хреста, дитячим шпиталем Лос-Анджелеса, Паралімпійських комітетом.

## Виступи на Олімпіадах
| Олімпіада    | Дисципліна       | Місце |
| ------------ | ---------------- | ----- |
| Атланта 1996 | пляжний волейбол | 5     |
| Сідней 2000  | пляжний волейбол | 5     |
| Афіни 2004   | пляжний волейбол | 3     |